# 芹川 (竹田市)
芹川（せりかわ）は、大分県西部から中部を流れる大分川水系の一級河川。大分川の支流である。

## 地理
九重連山に源を発する大石川、七里田川、市川などの多くの支流を集め、由布市庄内町龍原付近で大分川に合流する。途中には、長湯ダム、芹川ダムの2つのダムがあり、長湯ダムには河内川、栗木川、仲村川、社家川が、芹川ダムには馬門川、大谷川、城後川、二又瀬川が注ぐ。川沿いの長湯温泉には、芹川の河原に露天風呂のガニ湯がある。流域の大部分は、神角寺芹川県立自然公園に指定されている。
芹川ダムは、竹田市直入地区・大分市間に位置する1957年（昭和32年）に竣工した洪水調節、かんがい、発電用の重力式コンクリートダムで、九州では数少ないワカサギの生息地であり内水面漁業が行われている。また、ブラックバス釣りのポイントとしても知られている。

## 流域の自治体
大分県
竹田市
豊後大野市
大分市
由布市

## 流域の観光地
- 長湯温泉（竹田市）
- 長湯ダム（竹田市）
- 芹川ダム（竹田市）
- 桑畑湧水（竹田市）
- 小津留湧水（竹田市）
- 蛇生瀬滝（竹田市）
- 蛇生渓谷（竹田市）
- 鮎返滝（由布市）